# Църковно настоятелство
Църковно настоятелство са група православни християни, които основават или ръководят православен храм или църква.

## История
Църковното настоятелство, е основен събор на ръководителите на една православна църква. През XVI век, в по-големите населени места, се появяват повече от едно църковни настоятелства, които са част от Свещеничеството на духовната околия и Енорията.

## Основаване
Църковното настоятелсво е съставено от духовници избрани от жителите на населеното място. Църковното настоятелство е съставено от членове в зависимост от големината на населеното място или района, в който се намира храма. Избират се между 4 и 6 духовници. Право да гласуват, имат всички православни християни, навършили 21 години. Изборите се съгласуват с епархийския съвет.